# Bıçakçı, Çameli
Bıçakçı là một xã thuộc huyện Çameli, tỉnh Denizli, Thổ Nhĩ Kỳ. Dân số thời điểm năm 2010 là 305 người.